# Guifi.net

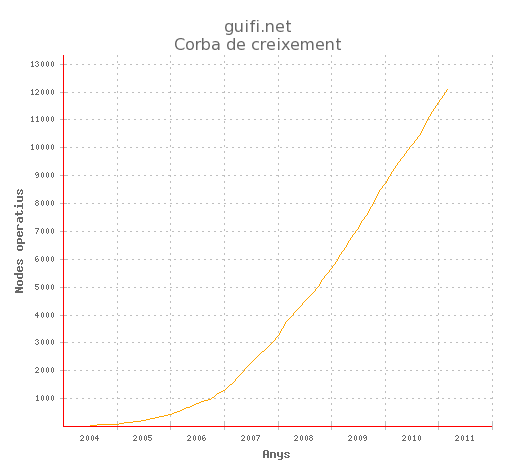
Curva de crecimiento de los nodos en guifi.net. 15 de marzo de 2011

Guifi.net es una red de telecomunicaciones libre, abierta y neutral, mayoritariamente inalámbrica, con más de 32.900 nodos, de los cuales más de 28.800 están operativos (julio de 2015). La mayoría de estos nodos se encuentran ubicados en Cataluña y la Comunidad Valenciana, aunque se están expandiendo a nuevas zonas en el resto del Mundo. Actualmente, guifi.net es la red libre más extensa de todo el mundo.
Los nodos de la red son de particulares, empresas y administraciones que libremente se conectan a esta para poder acceder a una auténtica red abierta de telecomunicaciones, y hacer llegar allí donde hagan falta la infraestructura y los contenidos que de otra manera no serían accesibles. Los diferentes nodos se van uniendo a la red en un modelo de autoprestación porque toda la infraestructura es abierta explícitamente para facilitar el conocimiento de la estructura, para que se pueda evaluar el funcionamiento de los diferentes tramos y para que cada uno pueda crear los nuevos tramos que sean necesarios.
Además, cuenta con el apoyo de la Fundación guifi.net, que desde abril de 2009 está inscrita legalmente como operador de telecomunicaciones en el registro de la CMT.

## Fundamentos básicos
Sus fundamentos básicos son: Licencia Procomún de la Red Abierta, Libre y Neutral (Procomún de la XOLN).
- Eres libre de utilizar la red para cualquier propósito en tanto que no perjudiques al funcionamiento de la propia red o a la libertad de otros usuarios.
- Eres libre de saber cómo es la red, sus componentes y cómo funciona.
- Eres libre de hacer uso de la red para cualquier tipo de comunicación y difundir su funcionamiento.
- Incorporándote a la red ayudas a extender estas libertades en las mismas condiciones.

## Historia

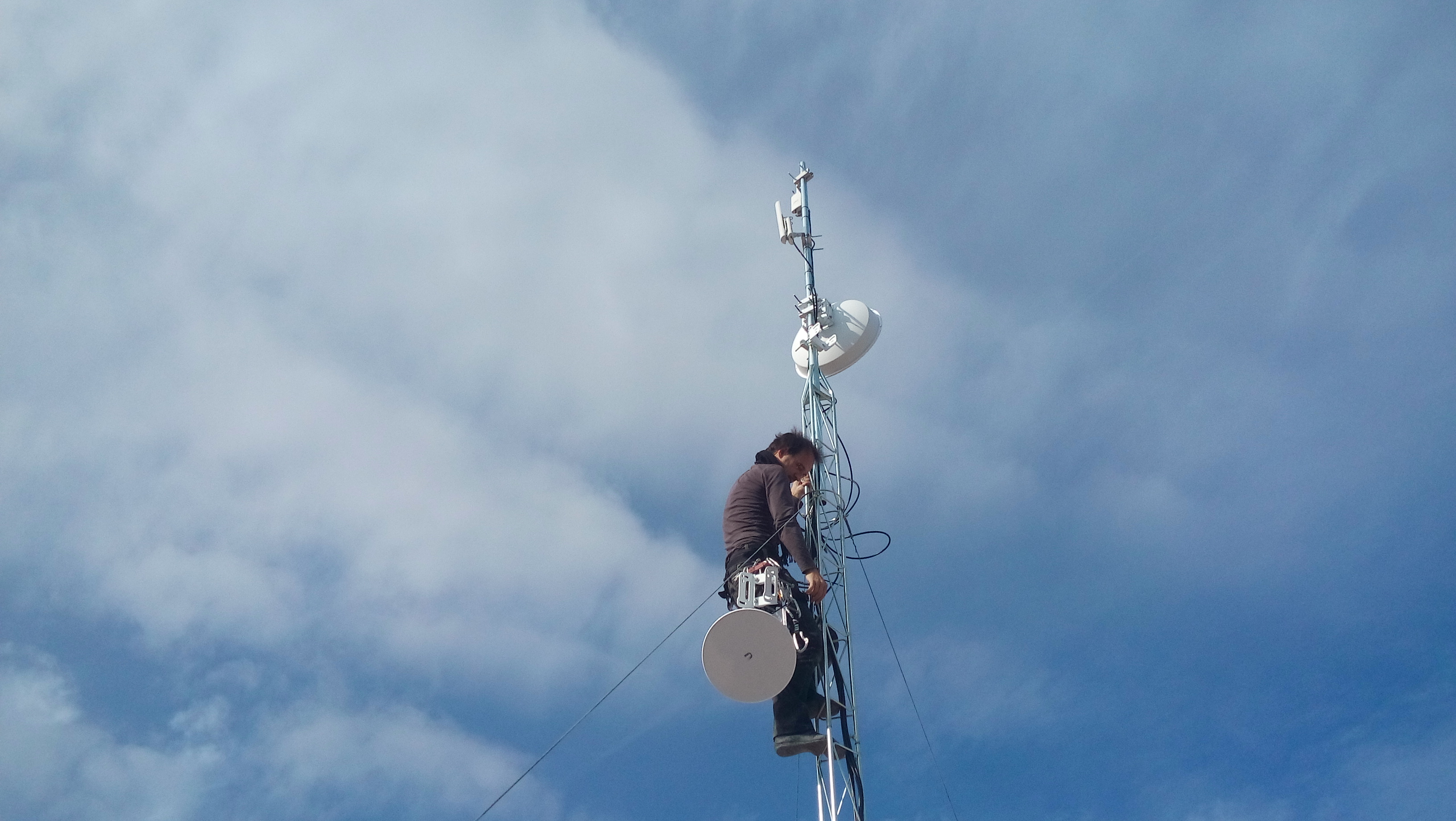
Instalación de un "supernodo" de la red Guifi.net

guifi.net se gestó en la primavera de 2004. El 3 de abril de 2004 varias personas interesadas en el tema se reunieron para compartir ideas y planificar las primeras pruebas. Fruto de esas pruebas, el 15 de mayo de ese año se establecieron los primeros enlaces permanentes y estables entre Calldetenes, Gurb, Santa Eugenia de Berga y Vich.
- El 29 de octubre de 2004 Vilaweb otorgó el Premio Vilaweb 2004[5] a guifi.net, impulsor de la red ciudadana abierta.

- El 17 de noviembre de 2006 el Consejo Nacional de Juventud de Cataluña entregó a guifi.net el Premio al proyecto asociativo más innovador, por ser un proyecto pionero en las nuevas formas de participación, que más allá de ofrecer Internet gratuitamente facilita recursos a la comunidad e interconecta el mundo rural, a la vez que acerca a los jóvenes a las nuevas tecnologías de la información y la comunicación.

- El 19 de abril de 2007 fue uno de los tres finalistas al Premio IGC Ciudad del conocimiento de Internet Global Congress 2007. Dicho premio tiene el objetivo de reconocer públicamente las mejores iniciativas (ideas, proyectos, investigaciones) centradas en el uso social de las nuevas tecnologías digitales de la información, la comunicación y el conocimiento.

- El 6 de noviembre de 2007 otorgan a guifi.net el Premio Nacional de Telecomunicaciones 2007 de la Generalidad de Cataluña[6] por ser una red de telecomunicaciones libre, de banda ancha y neutral, que respetando los criterios marcados por la normativa vigente consigue prestaciones de alto nivel y de bajo coste, al tiempo que garantiza el acceso universal y la incorporación de servicios de valor añadido allí donde es implantada. El jurado resalta también que los 2.700 nodos de la red ya operativa, y su ritmo creciente por toda Cataluña son una contribución importante al equilibrio territorial, así como una buena forma de afrontar la brecha digital.

- En mayo de 2008 presenta en las V Jornadas sobre las Telecomunicaciones en las Administraciones Locales[cita requerida]

- El 11 de julio de 2008 se constituye la Fundación Privada para la Red Abierta, Libre y Neutral Guifi.net[7] como plataforma de colaboración de I+D y como un foro de encuentro de instituciones, organizaciones y empresas interesadas en participar en un proyecto global para el desarrollo de las infraestructuras y los servicios de la red.

- En septiembre de 2008 la red supera los 5.000 nodos operativos.

- El 25 de noviembre de 2008 la Unión Europea, en la conferencia ICT2008 en Lyon, anuncia oficialmente[8] que guifi.net ha sido escogido como miembro de la European Network of Living Labs.

- En febrero de 2009 la red supera los 6.000 nodos operativos.

- En abril de 2009 la Fundación guifi.net queda inscrita en el registro de operadores de telecomunicaciones de la Comisión del Mercado de las Telecomunicaciones.

- En junio de 2009 la red supera los 7000 nodos operativos (10 000 nodos si se suman los no operativos).

- En agosto de 2009 se comienza a hacer el primer tramo de fibra óptica, de unos 2 km, que unen una docena de masías en el municipio de Gurb.

- En octubre de 2009, supera los 8000 nodos operativos (11 800 nodos en total) y más de 11 500 kilómetros de enlaces.

- En noviembre de 2009, Guifi.net se incorpora al punto neutro de Cataluña (CATNIX), aunque no se conecta.[9]

- En diciembre de 2009 desarrolla un proyecto conjunto con la ONG Terrassaharaui  Archivado el 6 de noviembre de 2018 en Wayback Machine. que permite desplegar la red guifi entre diversos campamentos de refugiados saharauis.

- El 27 de junio de 2010 se superan los 10 000 nodos operativos (14.700 nodos totales) y cerca de 15.000 km de enlaces.

- El 4 de julio de 2010, Òmnium Cultural solicita ayuda a guifi.net para dar cobertura wifi durante la manifestación convocada en Barcelona el día 10 de julio. Se consigue dar cobertura en 2 km gracias a la ayuda de 22 personas.[10]

- En octubre de 2010 se superan los 11.000 nodos operativos (más de 16.000 nodos totales y cerca de 16.900 km de enlaces).

- El 11 de enero de 2011, Guifi.net se conecta al CATNIX a través de la ubicación de Telvent.[11]

- En febrero de 2011 se superan los 12.000 nodos operativos (más de 18.000 nodos totales y cerca de 18.400 km de enlaces).

- En julio de 2015 hay más de 28.000 nodos operativos por toda la península ibérica y otros puntos del planeta.

## Fundación Guifi.net
El 11 de julio de 2008 se constituyó la "Fundación Privada para la Red Abierta, Libre y Neutral guifi.net" como plataforma de colaboración de investigación, innovación y desarrollo y con un foro de encuentro de instituciones, organizaciones y empresas interesadas en participar en un proyecto global para el desarrollo de las infraestructuras y los servicios de red. Está inscrita en el registro de fundaciones de la Generalidad de Cataluña.
La Fundación se encarga además de fomentar el desarrollo de infraestructuras de telecomunicaciones abiertas y es la entidad que da amparo legal a la red guifi.net, entre otras cosas.
Desde principios de 2011 se encuentra conectada al CATNIX, donde intercambia datos con otros operadores de telecomunicaciones internacionales como Cogent o Hurricane Electric. Esta conexión directa a Internet es aprovechada por asociaciones como EXO, que ofrecen a sus socios un acceso a Internet de bajo coste y a altas velocidades, que en la actualidad otras operadoras españolas no ofrecen.

## SAX
El SAX ("Salud, Amor y Red", del catalán "Salut, Amor i Xarxa") es un acontecimiento social y tecnológico organizado anualmente por la comunidad guifi.net con el objetivo de intercambiar impresiones y experiencias. Durante varios días se acompaña de charlas y talleres.
- 2005 en la Universidad de Vich[15]
- 2006 en el salón de actos de informática en la UPC Manresa[16]
- 2007 en San Bartomeu del Grau junto a WSFII (World Summit for Free Information Infrastructures)[17]
- 2010 Centre Innova en Pineda de Mar[18]
- 2011 en San Bartolomé del Grau junto al Wireless Battle of the Mesh v4[19]
- 2012 en Tortosa
- 2014 en Morella[20]
- 2015 en Olot[21]